# 大和屋曉
大和屋曉（1972年7月27日—），是日本動畫師及編劇、作詞家。活動時常用「やまとや ぎょう」的名字。

## 經歷、人物
父親大和屋竺是鈴木清順作品及動畫《魯邦三世》等作品的編劇、還是等作品的電影導演。他本人則是師事於父親門下的浦澤義雄、而開始了他作為編劇的經歷。主要是以動畫劇本為準。2005年也參加《魔法戰隊魔法連者》等特攝片的編劇，2019年开始参与《名侦探柯南》的编剧。
可以從《魔法少年賈修》及《武裝鍊金》等正統派的戰鬥動畫到《人造昆虫カブトボーグ V×V》及《銀魂》等搞笑動畫而擁有不同的編劇風格。同時他也是唯一參加《數碼寶貝》系列前4部作品及《數碼寶貝拯救隊》的編劇。
另外還多為《小魔女Doremi》系列的、以及《魔法少年賈修》中的、等電波歌曲寫詞。然後《銀魂》中的寺門通的歌曲、則因為裡面多有禁止播放的歌詞、而變成從Aniplex開始都無法發售其CD的狀況（只有1曲是作為DVD特典、從那之後就沒再發售。而且他本人還把這件事作為自虐捏他）另外在銀魂電視版播放結束後，發售了「寺門通首張專輯」。

## 小故事
- 出生時、父親想要將他命名為「堯」、但由於這個字不能作為人名而無法辦理出生證明、所以只好改成「曉」。不過之後仍然叫他為[1]。就連曉本人在活動時也多次使用（日本編劇連盟的名簿上則是併列有及，而登記在前、動畫版《銀魂》第96話的開頭（全人員介紹以英語表明）則是寫成「Gyo Yamatoya」）。
- 所參與過的各動畫中的登場人物的名字或檔案都是以他本人為捏他，如下列所述。
  - 《小魔女Doremi》系列的登場人物有叫作「曉」的人。
  - 《烘焙王》中的登場人物有叫作「大和屋曉」並且一部分的資料來自於他。
  - 《怪醫黑傑克》第52話的登場人物有叫作「大和屋曉」。
- 以喜歡賽馬而出名、也擁有一匹名爲「一路通（ジャスタウェイ）」的競賽馬，並在某些大獎賽事中獲勝。他會在《烘焙王》讓同名人物登場時以此作為捏他、在《小魔女Doremi》系列中讓角色與必殺技名稱與賽馬有關，在裡面放上讓人想到實際賽馬的小事件（《小魔女DoReMi 大合奏》第35話）或充滿賽馬新聞的「東京體育」的報紙捏他（《大~集合！小魔女DoReMi》第40話）而喜歡隨意放置在作品中（不過都在與故事的主線無關的部分）。然後還在《銀魂》中，創作出讓登場人物想要透過賽馬來一獲千金的原創故事並且也描寫出賽馬新聞、賽馬場、實況報導、審查等異常真實的賽馬情形。

## 主要參與作品

### 電視動畫

#### 系列構成
- 冰上萬花筒
- 魔法少年賈修
- 武裝鍊金
- 藍龍
- 銀魂
- HEROMAN
- 零秒出手
- 出包王女
- 人造昆虫カブトボーグ V×V
- 噬魂者

#### 編劇
- 阿貴系列
- 妮嘉尋親記（以ルージュ・ドゥ・ルーン的名義）
- 犬夜叉
- 大江戶火箭
- 小魔女Doremi系列
- 陰陽大戰記
- 学校怪談
- 卡辛 Sins
- 銀河天使X
- 銀河天使2
- 金肉人系列
- 幻想魔傳 最遊記
- SIMOUN
- 廢棄公主
- 戰場的女武神
- 偵探學園Q
- 小さな巨人 ミクロマン
- 數碼寶貝系列
- 東京地底奇兵
- 東京喵喵
- .hack//黃昏的腕輪傳說
- 變形金剛：銀河之力
- 火影忍者
- 鋼之鍊金術師
- 遙久時空 ～八葉抄～
- 怪醫黑傑克
- 風雲爆彈娘
- マシュマロ通信
- 名侦探柯南
- 陽光伴我行
- 烘焙王
- 夢之蠟筆王國

### 特攝片
- 魔法戰隊魔法連者
- 轟轟戰隊冒險者
- 美少女戦麗舞パンシャーヌ 奥様はスーパーヒロイン!
- Kawaii! JeNny
- 侍戰隊真劍者
- 天裝戰隊護星者
  - 天裝戰隊護星者 エピックON THEムービー
- 烈車戰隊特急者

## 備註
1. ↑  大和屋竺的《悪魔に委ねよ》ワイズ出版、1994年、p422。